# Salacia platyphylla
Salacia platyphylla är en benvedsväxtart som beskrevs av Kurz. Salacia platyphylla ingår i släktet Salacia och familjen Celastraceae. Inga underarter finns listade.